# Jaguaribara
Jaguaribara är en kommun i Brasilien.   Den ligger i delstaten Ceará, i den östra delen av landet, 1 500 km nordost om huvudstaden Brasília. Antalet invånare är 10 405.
Omgivningarna runt Jaguaribara är huvudsakligen savann. Runt Jaguaribara är det mycket glesbefolkat, med 7 invånare per kvadratkilometer.